# Nicotiana langsdorfii
Nicotiana langsdorfii là loài thực vật có hoa trong họ Cà. Loài này được Schrank mô tả khoa học đầu tiên.